# Alexander-Newski-Kirche (Jalta)

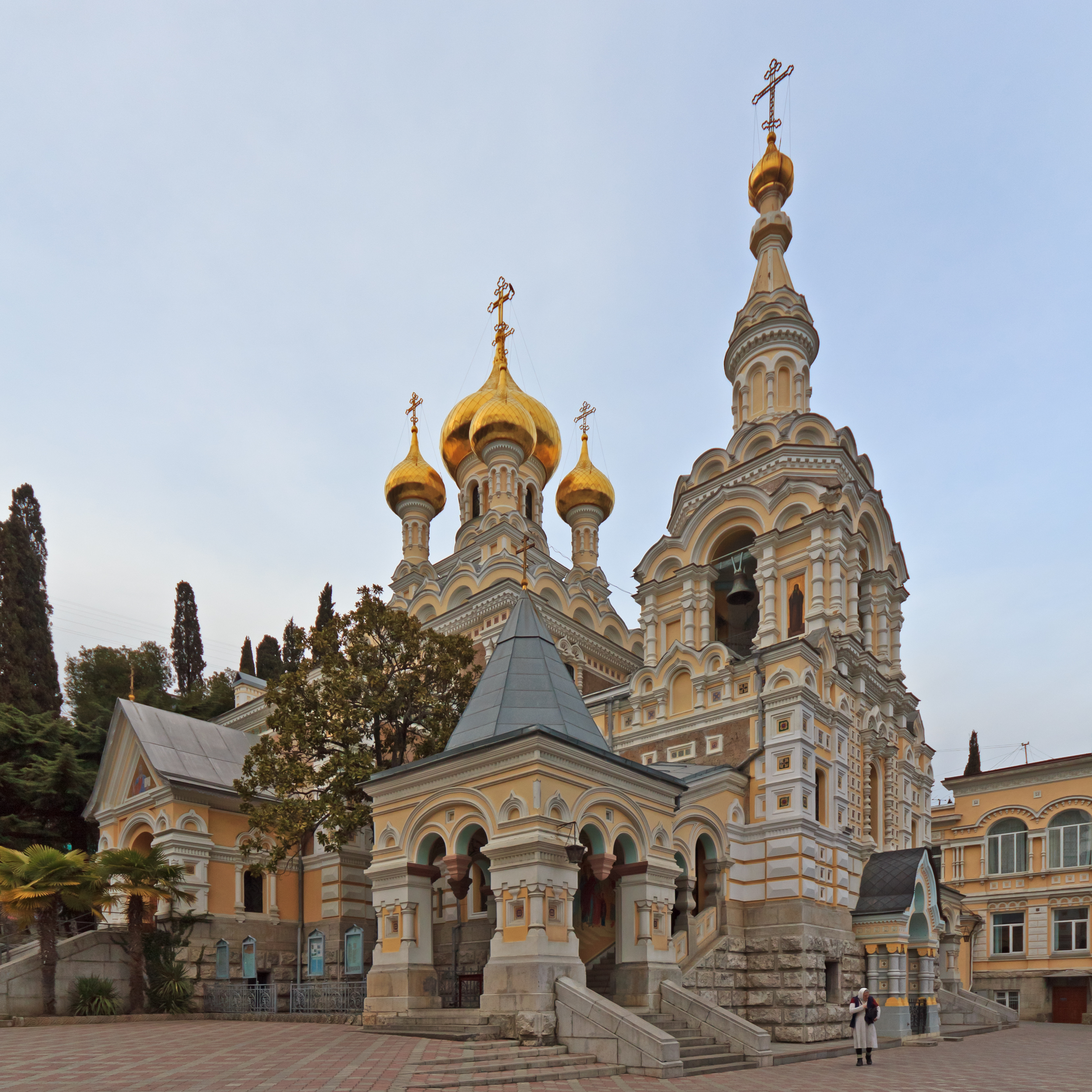
Die Alexander-Newsky-Kirche in Jalta

Die Alexander-Newski-Kirche im ukrainischen Kurort Jalta wurde von den Architekten Nikolai Krasnow (1864–1939), der später auch den Liwadija-Palast erbaute, und Platon Terebenjew auf einem Hang errichtet und ist eine der bedeutendsten Kirchen der Region. Der Bau begann 1891, zehn Jahre nach dem Attentat auf den Zaren Alexander II. und im Gedenken an ihn, da Newski als Alexanders Patron galt; der Bau wurde 1902 abgeschlossen. Die Weihe der Kirche, bei der das damalige Zarenpaar Nikolaus II. und Alexandra Fjodorowna anwesend war, folgte am 5. Dezember des gleichen Jahres.
Wie andere Alexander-Newski-Kirchen auch wurde sie nach dem russischen Nationalheiligen Alexander Jaroslawitsch Newski benannt. Die im russischen Stil erbaute Kirche ist reich verziert und verfügt über eine weiße Fassade sowie goldene Zwiebeltürme. Verschiedene Kunstwerke schmücken die Kirche, so gibt es an der Außenseite beispielsweise eine Wandnische mit einem Porträt von Alexander Newski und im Inneren ein Mosaik Newskis.

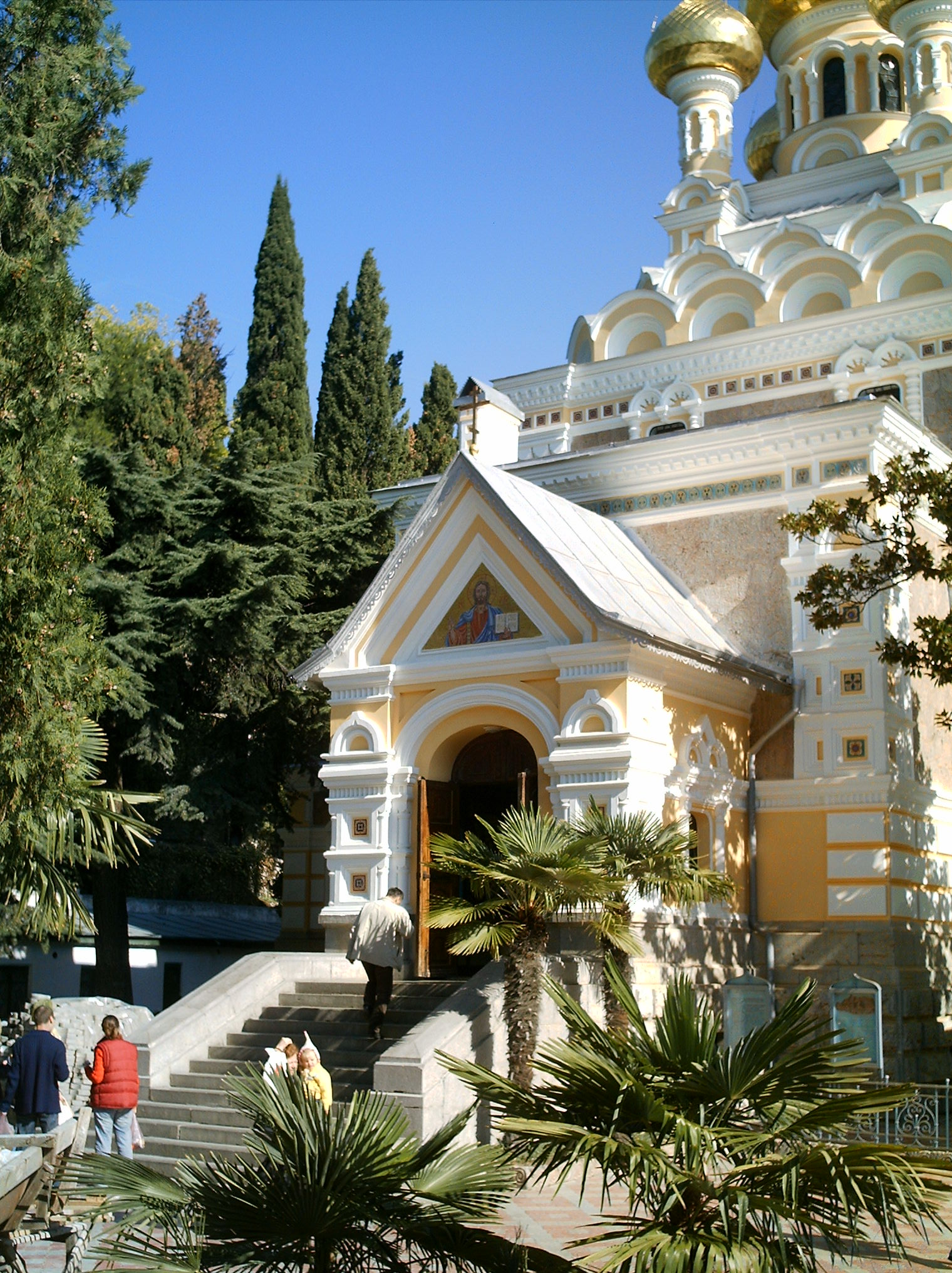
Eingang der Kirche
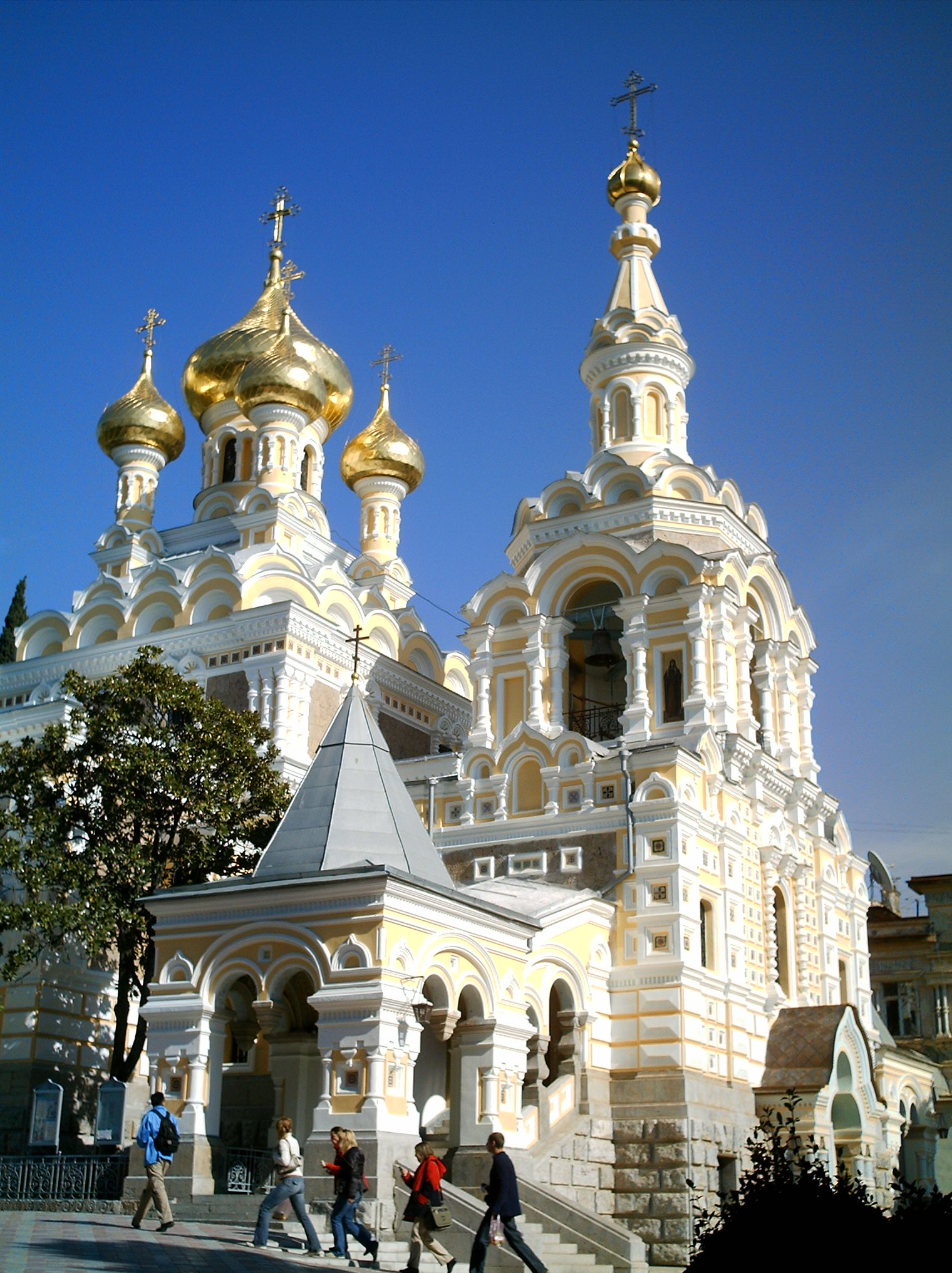
Weitere Ansicht der Kirche